# Rejang
Rejang är ett språk som talas av omkring en miljon människor, främst på sydvästra Sumatra i Indonesien. Det är ett malajo-polynesiskt språk i den austronesiska språkfamiljen.
Rejang är besläktat, men inte identiskt med Rejang-Baram, som talas på Borneo.
Språket har sitt eget alfabet med 23 bokstäver. Endast ett fåtal använder det gamla alfabetet. Alfabetet används för magi och en del poesi.